# Guaratinguetá Futebol
Le Guaratinguetá Futebol Ltda. (précédemment Americana Futebol Ltda.) est un club brésilien de football basé à Guaratinguetá dans l'État de São Paulo.

## Palmarès
- Championnat Paulista de l’Intérieur :
  - Champion : 2007